# District de Château-Thierry
1790–1795
Entités suivantes :
- Arrondissement de Château-Thierry

Le district de Château-Thierry était une division territoriale du département de l'Aisne de 1790 à 1795.

## Composition
Il était composé de 13 cantons : Charly, Château-Thierry, Chézy-l'Abbaye, Coincy, Condé, Coulonges, Fère-en-Tardenois, Gandelu, La Ferté-Milon, Mont-Saint-Père, Neuilly-Saint-Front, Orbais et Viels-Maisons.

## Liens
- Réduction des justices de paix en 1801 - Département de l'Aisne